# Franz Rheter
Franz Rehter (n. cca 1640, Brașov - d. 9 martie 1679, Brașov) a fost un poet și editor sas.
A învățat mai întâi la gimnaziul din orașul său natal iar în 1662 a plecat pentru a studia la Leipzig. A trăit pentru o vreme la Oels (azi Oleśnica în Polonia). Din 1671 este învățător la Brașov. 
A scris versuri religioase, în tradiția poeților barocului din Silezia.

## Lucrări
- Arie auf alle Sonntage, Leipzig, 1663
- Das von den Engeln und Hirten besungene Kind Jesus, Oels, 1665
- Seliger Schwahnen-Gesang, Kronstadt, 1666